# 米歇尔·雷纳尔
米歇尔·雷纳尔 (生于1949年)，法国计算机科学家、活跃在分布式计算领域。 他的主要贡献集中在设计分布式算法、容错的分布式计算系统(主要专注于协商一致 问题)，和并发可计算性。 他自1984年起担任雷恩大学(法国)教授。 他与他人共同完成了许多分布式计算方向的研究论文 ，并参与多达12本研究书籍的撰写。 自2013年以来，米歇尔·雷纳尔在香港理工大学担任客座教授。
在他担任法国国家信息与自动化研究所(INRIA), IRISA, 雷恩大学名誉教授期间，曾组织了交流论坛 ，并吸引了众多演讲者，包括图灵奖 获得者(莱斯利*兰波特)和 Dijkstra奖获得者者(莱斯利·兰波特, 莫里斯·赫莱希, 约拉姆摩西).

## 获得荣誉
- 2010年：法国大学学会高级成员[9]
- 2015年：分布式计算创新奖 (西洛克 奖)[10]
- 2015年：欧洲科学院成员[11]
- 2018年 ：IEEE优秀技术成就奖：分布式计算[12]